# Meller-Manguste
Die Meller-Manguste (Rhynchogale melleri) ist eine im östlichen Afrika lebende Raubtierart aus der Familie der Mangusten (Herpestidae).

## Merkmale
Meller-Mangusten erreichen eine Kopfrumpflänge von 44 bis 50 Zentimetern, der Schwanz wird 28 bis 41 Zentimeter lang und ihr Gewicht beträgt 1,8 bis 2,8 Kilogramm. Die Hinterfußlänge liegt bei 9,5 bis 10,6 Zentimetern und die Ohren sind 3,1 bis 4,3 Zentimeter lang. Wie bei allen Mangusten ist ihr Körper langgestreckt und die Gliedmaßen eher kurz. Das Fell ist an der Oberseite grau bis hellbraun gefärbt, der Kopf und die Unterseite sind heller, die Füße hingegen dunkler. Die Färbung des Schwanzes ist variabel. Es gibt Individuen, deren Schwanz an der Basis weißlich oder weißlich-braun sind und der Rest des Schwanzes schwarz ist, und Tiere, bei denen der Schwanz schwarz-weiß geringelt ist mit einer schwarzen Spitze. Die Haare des dichten Unterfells sind an der Basis grau oder graubraun und an der Spitze braun. Auf dem Kopf sind die Haare 8 bis 10 mm lang und werden zum Rumpf hin immer langer, wo sie eine Länge von 40 bis 45 mm erreichen können. An der Spitze des Schwanzes sind die Haare 9 bis 11,5 mm lang. An den Pfoten haben Meller-Mangusten fünf Zehen mit kurzen, stark gebogenen Krallen an den Vorderpfoten und längeren, weniger gebogenen Krallen an den Hinterpfoten. Im Gegensatz zu den meisten anderen Mangusten sind die Fußsohlen der Hinterbeine behaart. Die Weibchen besitzen zwei Zitzenpaare. Der Schädel ist zierlich und halb so breit wie lang. Die Augenhöhlen sind nach vorne gerichtet. Die oberen Eckzähne sind schlank uns scharf, die unteren sind kräftiger und mehr gebogen. Die ersten Prämolaren sind sehr klein. Die oberen Scherengebisszähne sind breit und backenzahnähnlich, die unteren breit mit deutlich ausgeprägten Spitzen. Insgesamt scheint das Gebiss mehr zum Zerquetschen als zum Zerschneiden geeignet zu sein.
Die Zahnformel lautet: I3/3, C1/1, P 4/4, M 2/2.

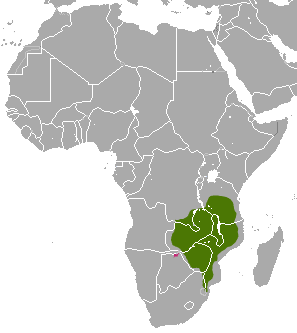
Das Verbreitungsgebiet der Meller-Manguste

## Verbreitungsgebiet und Lebensraum
Diese Tiere leben im östlichen Afrika, ihr Verbreitungsgebiet erstreckt sich von der südlichen Demokratischen Republik Kongo und Tansania über Sambia, Malawi, Mosambik und Simbabwe bis in das nordöstliche Südafrika. Ihr Lebensraum sind offene Wälder, die oft von Brachystegia-Arten dominiert werden, Savannen, feuchtere Grasländer mit Termitenhügeln und die Umgebung von Vleis. Im südafrikanischen Kruger-Nationalpark wurden die Tiere auch in bergigen Gebieten beobachtet.

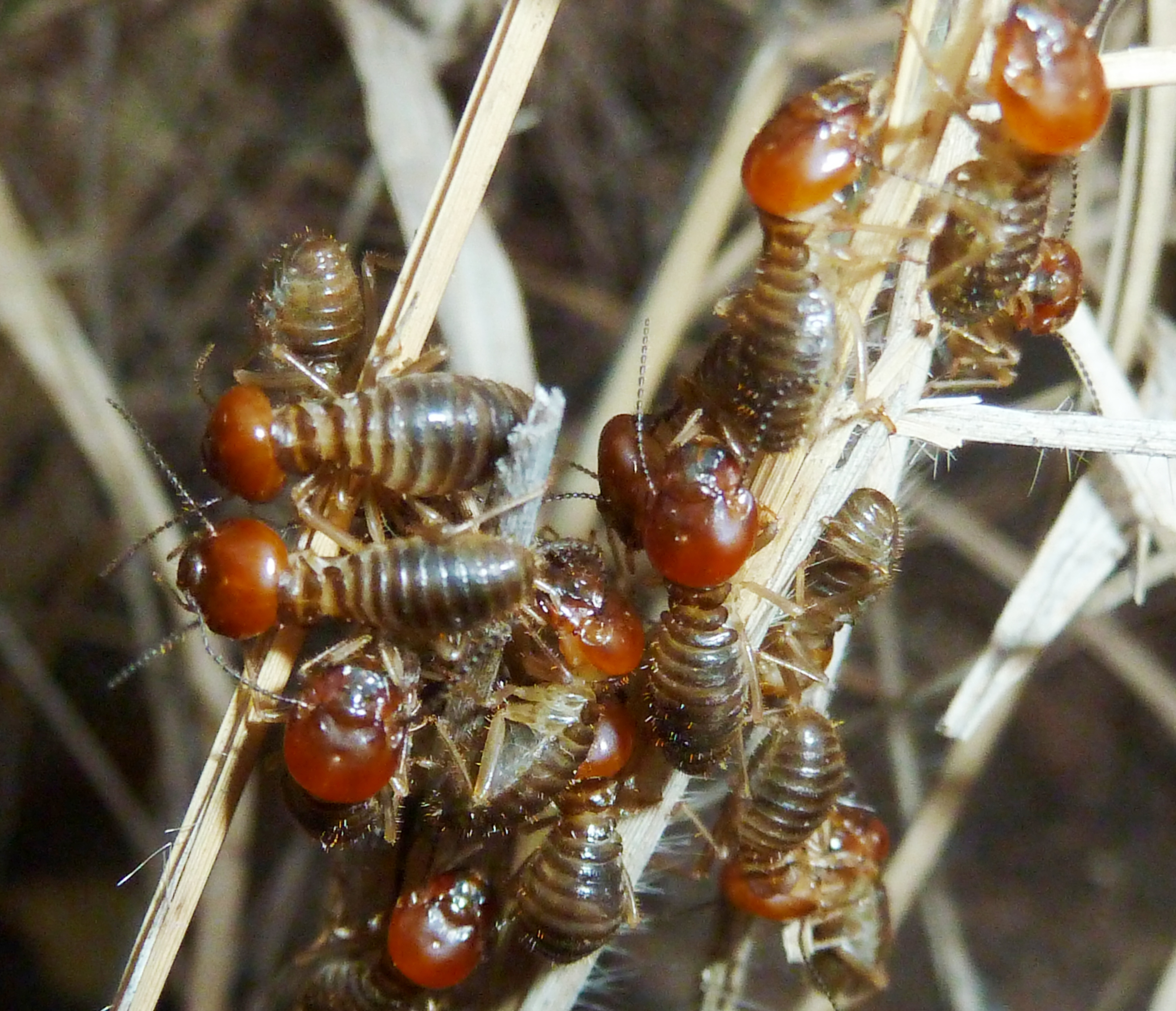
Termiten wie Hodotermes mossambicus sind ein wichtiger Bestandteil der Ernährung der Meller-Manguste

## Lebensweise
Über die Lebensweise ist kaum etwas bekannt. Die Meller-Manguste ist ein nachtaktiver Einzelgänger, der sich vorwiegend am Boden aufhält. Meller-Manguste ernähren sich vorwiegend von Insekten, vor allem von Termiten. Von 23 in Simbabwe untersuchte Mägen enthielten alle die Überreste von Termiten (Macrotermes falciger, Macrotermes natalensis u. Hodotermes mossambicus), außerdem wurden Grashüpfer, ein Schwarzkäfer, ein Hundertfüßer, ein Frosch und die Blindschlange Leptotyphlops scutifrons gefunden. In Malawi wurde das Fressen von Früchten beobachtet. Auch über die Fortpflanzung weiß man sehr wenig. Beobachtungen haben ergeben, dass die Weibchen im November oder Dezember zwei oder drei Jungtiere zur Welt bringen dürften.

## Gefährdung
Die Meller-Manguste wird in der Roten Liste gefährdeter Arten der Weltnaturschutzunion IUCN geführt, allerdings wird sie als nicht gefährdet („Least Concern“) beurteilt. Sie kommt in zahlreichen Schutzgebieten vor.

## Belege
1. 1 2 3 4 5  Don E. Wilson, Russell A. Mittermeier: Handbook of the Mammals of the World – Volume 1 Carnivores. Lynx Editions, 2009, ISBN 978-84-96553-49-1. Seite 320.
2. ↑  Rhynchogale melleri in der Roten Liste gefährdeter Arten der IUCN 2009. Eingestellt von: Stuart, C., Stuart, T. & Hoffmann, M., 2008. Abgerufen am 27. Januar 2010.